# جايسون إيفانز
جايسون إيفانز (بالإنجليزية: Jason Evans)‏ هو مصور بريطاني، ولد في 1968.

## وصلات خارجية
- جايسون إيفانز على موقع ميوزك برينز (الإنجليزية)
- جايسون إيفانز على موقع أول ميوزيك (الإنجليزية)
- جايسون إيفانز على موقع ديسكوغز (الإنجليزية)